# Daniel Dannery
Daniel Alejandro Dannery Forero  (Caracas, Venezuela, 29 de febrero de 1984) es un director de teatro, cineasta, dramaturgo, guionista y productor escénico venezolano, considerado una de las jóvenes promesas de las artes escénicas de su país.

## Biografía

### Infancia y Adolescencia
Nacido en el seno de una familia humilde, de madre colombiana y padre cubano, ambos comerciantes, desde pequeño estuvo vinculado a las artes en los talleres de pintura y dibujo del Museo de Bellas Artes, también forma parte de la coral de niños de la Schola Cantorum de Caracas, participando en el Carmina Burana (Teresa Carreño, 1996) La Boheme (Teresa Carreño, 1997) o Sinfonía n.º 9 (1997), fue integrante de la escuela de artes integrales de Elisa Soteldo: Las Voces Blancas (1995).  
Comenzó a trabajar desde los 12 años, en agencias de festejo, y en la Editorial 1947 una empresa de ensamblaje y signado de libros ubicada en Mariperez en Caracas, y a los 15 años como empleado de la empresa Video Color Yamin.
A los 12 años escribe su primera obra de teatro, como asignación para la materia de Castellano, titulada: El reino está falto de dinero, que fue presentada en su colegio como teatro de títeres.

### Estudios: Básica
Su formación escolar la hizo entre instituciones privadas y públicas, su primera etapa escolar la realizó en el Colegio Padre Sojo de Bello Monte y El Colegio Patria de Los Chorros, ambas instituciones en la ciudad de Caracas. 
Como resultaba complicado para su madre costear los estudios privados, su bachillerato lo hizo íntegramente en la institución pública: Unidad Experimental Nacional Luis Beltrán Prieto Figueroa destinado al aprendizaje de las Ciencias Básicas, Ciencias Sociales, Humanidades y Oficios, con un pensum que abarcaba alrededor de 8 horas diarias de estudio. 
Al cierre de sus estudios básicos, participó de dos programas de inducción universitarios: Programa Igualdad de Oportunidades (2001) (PIO) de la Universidad Simón Bólivar, así como del programa Samuel Robinson (2002) de la Universidad Central de Venezuela, con el que obtuvo finalmente la posibilidad de ingresar a la carrera de Artes de la Universidad Central de Venezuela (2003).

### Estudios: Universitaria
En 2003 ingresa a la Escuela de Artes de la Universidad Central de Venezuela, forma parte de la generación de artistas conformada por: Yazel Parra, Vera Linares, Narcisa García, Abel García, Ana Melo, Pedro Mercado, Sara López, Alí Rondón y Rober Calzadilla. Sus maestros fueron: Humberto Ortiz, Gabriela Kizer, Rafael Marziano, Ricardo Azuaga, Xiomara Moreno, Orlando Arocha, Yolanda Sueiro, entre otros.
En 2012 obtuvo la licenciatura en Artes, mención Cinematografía. 
Posteriormente realizó dos diplomados: El Diplomado en Componente Docente (2019), en la Universidad Simón Bolívar, y el diplomado El cuerpo descifrado (2020) en la Universidad de los Andes (ULA)
Desde el 2019 se desempeña como profesor en la Escuela de Artes de la Universidad Central de Venezuela (UCV). 

### Inicios en el Teatro
Con Rober Calzadilla da sus primeros pasos como actor en la obra del dramaturgo argentino/ecuatoriano Aristides Vargas La Muchacha de los Libros Usados (2005) dirigida por el propio Calzadilla, y estrenada en el Laboratorio Teatral Anna Julia Rojas en Bellas Artes, en la ciudad de Caracas. 
Posteriormente en el año 2006 ingresa becado a los talleres de formación actoral del Grupo Skena siendo su primer maestro en actuación el director venezolano Armando Álvarez, en el montaje Retablo Jovial (2006)
Inicia su paso por la dirección con la asistencia en dirección para Basilio Álvarez en el montaje Arsénico y encaje antiguo y la asistencia del producción del montaje Sueño de una noche de verano (2007, Grupo Skena) ese mismo año le ofrecen la dirección de la agrupación de teatro amateur Skena Apá formada por los educadores y padres de la institución privada Colegio Champagnat de Caracas, durante cinco años, forma y dirige a los integrantes del grupo, así como el taller de formación actoral en el Colegio Madre Matilde.
En 2009 le ofrecen escribir en conjunto una obra para el taller de formación actoral que Grupo Skena llevaba en los espacios del Trasnocho Cultural, durante tres años escribe las piezas: ¿Quién es el asesino del absurdo y extraño caso de la Mansion Dupin? (Dannery, D, Álvarez, A, Alvarado, A. 2009), Bromeo y Pirueta (2010) y El Silencioso Mundo de Ferdinand Löuys (2011), asumiendo la dramaturgia y la dirección como un oficio.

### Talleres de Formación
En 2023 realizó el taller de dramaturgia con Aristides Vargas en La Memoria como Material del Monólogo, y con el catedrático Ricardo Ramírez, el taller de Literatura Autobiográfica (2021), realizó el seminario sobre La Divina Comedia dictado por Marta Silvia Dios Sanz (2021)
Ha realizado estudios de fotografía con Nelson Garrido (Premio Nacional de Artes Plásticas, 1995), en el Taller de Puesta en escena y el taller de La Fotografía como Metáfora.
Realizó los talleres de cine experimental y Cine sin Cámara con el realizador catalán Luis Macias, en el Museo de Bellas Artes.
Se ha formado con artistas e intelectuales como: Carlos Castillo, María Fernanda Izaguirre, Elisabetta Balasso, Itala Bozzo Scotaro, William Padrón, Marysol Gómez Cova, Adriana Vila, Carlos Sánchez Delgado, Samuel Dugarte, Marcel Rasquin, el Dr. Javier Huerta Calvo, Carlos Brito García y Pilar Macía.

## Trayectoria Artística

### Dirección Escénica
En teatro ha dirigido  textos de Pascal Rambert (La Clausura del Amor, 2021), Sergio Blanco (Kassandra, 2018), Jordi Casanovas (I.D.I.O.T.A, 2018), Paco Bezerra (El Pequeño Poni, 2018), Aristides Vargas (Flores Arrancadas a la Niebla, 2018), John Logan (Rojo, 2017), así como piezas de José Luis Alonso de Santos, Miguel Mihura, y Jardiel Poncela.
Aunque su formación en la dirección teatral inició de manera autodidacta, en el año 2015 realizó el Taller Superior de Puesta en Escena con el maestro Orlando Arocha, en los espacios de La Caja de Fósforos del que resultó el exitoso montaje de público y critica: Rojo de John Logan (2016). 
En 2015 estrena el montaje Postales de Caracas, un tríptico sobre el creciente ascenso de la violencia en su ciudad, basada en los monólogos del escritor Joaquín Ortega (Lo Escuché Llorar en Mi Boca, 2012), protagonizado por OneChot y con las actuaciones de Sheyla Monterola, Paul Gamez y Nina Rancel
En colaboración con la extinta ONG (Organización Nelson Garrido) en complicidad con la artista plástica y poeta Gala Garrido realizó performances y happenings en sus instalaciones durante cinco años seguidos: Sexo por dinero: Homenaje a Charles Bukowski (2012) Divagaciones en Torno al Deseo (2016) Cumpleaños Feliz (2016) Yo Soy Pueblo (2017).
En 2020, fue promotor en su país del teatro tecnovivial  realizando el espectáculo de terror por zoom: Creepy con producción de la Agrupación Fábula, y Narciso en la Red a través de la aplicación WhatsApp en colaboración con la Alianza francesa de Caracas, y el Goethe Institute de Caracas.
Se mantiene en el Grupo Skena hasta mediados del año 2021, cuando renuncia motivado por las acusaciones de acoso sexual promovidas por el movimiento Me Too que señala a dos de los directores de la agrupación de haber obrado con intenciones sexuales sobre sus alumnas.

### Dramaturgia en Escena
Se han puesto en escena sus textos: Loys en el Laberinto (Julián Izquierdo, 2023) La Máquina de la Felicidad (Armando Andrés González, 2023) La Furia de Marte (2022), El vuelo de Ícaro (2022) Lejos (Glenda Medina, Techno-pieza, 2020), Las Trenzas (2018) y su adaptación de El banquero anarquista(Marisol Martínez, 2017).  
Su obra La Profesora fue presentada en el ciclo Lecturas en Red organizado por el Teatro Tantarantana en Barcelona (España) en 2017, bajo la dirección de la escritora y directora venezolana radicada en España, Loredana Volpe.
En 2022 su obra Yo quería un pastillero (pero conseguí una bolsa) fue seleccionada por el colectivo de traducción dramática Out Of The Wings para ser traducida al inglés y presentada en la sala Omnibus Theater, bajo la dirección de Mary Ann Vargas, y con las actuaciones de Elena Sanz, Carly Fernández y Ángel López-Silva.

### Publicaciones
En 2020, es considerado para formar parte del libro Nuevo País del Teatro una publicación que Banesco, (Banco Universal), sacó adelante para visibilizar al grupo de jóvenes teatristas que hacían vida en la ciudad de Caracas en esa época. 
En 2022, su obra Yo quería un pastillero (pero conseguí una bolsa) (2018) fue traducida al inglés por la teatrista peruana y profesora de la universidad de Oxford, radicada en Londres: Mary Ann Vargas, miembro del colectivo Out of The Wings y estrenada en el ómnibus theater de Londres en el marco del festival OOTW 2022. 
En 2023 la obra fue publicada por la editorial inglesa Intipress, siendo el primer dramaturgo venezolano en ser traducido al inglés por el colectivo.

### Colectivo Iberoamericano de Creadores Escénicos
En 2020 es invitado a participar del Colectivo Iberoamericano de Creadores Escénicos  (CICE), por el dramaturgo brasilero, radicado en Barcelona (España): Klebler Luiz Bosque. Alrededor de 40 dramaturgos de España, Colombia, México, Perú, Ecuador, Argentina, Chile, Portugal, Brasil y Venezuela, fueron convocados a escribir sobre el confinamiento.
Ese mismo año organiza un encuentro titulado: 404 error/Year Not Found, llevado a cabo a través de la plataforma zoom, donde durante una semana se produjeron ponencias, encuentros y lecturas dramatizadas de los textos escritos, el evento convocó a más 100 artistas de iberoamerica que se reunieron para llevarlo a cabo, contó con el apoyo de la Embajada de España en Venezuela, y reunió a figuras de las artes escénicas como el profesor Styl Rodarelis, Alejandro Clavier y la intelectual venezolana Yoyiana Ahumada. 
De la experiencia surgió la publicación digital (2021) de las obras escritas en confinamiento que dejó testigo del evento y de las obras, gracias a la editorial AlHilo Editorial.

### Audiovisual y cine
Entre 2010 y 2017, se mantuvo como colaborador audiovisual de algunos montajes caraqueños, realizando multimedia de proyectos como: Mi vida no es tan sensacional (Daniel Sarcos, 2010), "La Ola" (2010, Grupo Skena), Jack y las habichuelas mágicas (2010, Grupo Skena), El Cavernicola (2011, Grupo Skena) Dos de Amor (Alexander Solorzano, 2011), 30 años de carrera artística del Moreno Michael (2012, Daniel Sarcos), La Catira del General (2017, Jota Creativa) La íntima del presidente (2018, Jota Creativa).
En 2014 formó parte del equipo de dialoguistas de la telenovela La virgen de la calle una coproducción entre RCTV y RTI Colombia. 
En 2019 entró como director de posproducción en RCTV para el proyecto Eneamiga de la escritora Karin Valecillos, pero renunció a los dos meses. 
En 2016 formó parte del elenco de secundarios de la película venezolana Yo, mi ex y sus secuestradores de la realizadora venezolana Javiera Fombona, interpretando a un arquitecto.
Como cineasta independiente ha realizado una serie de cortometrajes: Femenino adaptación de la obra breve del dramaturgo argentino Javier Daulte (2009), La Roca  (2014) y Ofelia (2017) entre otros. 

## Distinciones
- Premio Marco Antonio Ettedgui[41] (Entregado por la fundación rajatabla, premio a la joven trayectoria artística, 2017)
- Premio Isaac Chocrón[42] (Entregado por la fundación Isaac Chocrón, premio a mejor dramaturgia por su obra "Las Trenzas", 2018)
- Premio AVENCRIT[43] (Asociación Venezolana de Críticos Teatrales, premio a mejor dramaturgia por su obra "Las Trenzas", 2019)
- Premio Fernando Gómez[44] (Entregado por la fundación Fernando Gómez, premio a joven trayectoria artística, 2020)

## Dramaturgia
| Año  | Obra                                                                 | Estreno                              |
| ---- | -------------------------------------------------------------------- | ------------------------------------ |
| 1996 | El reino se ha quedado sin dinero                                    | Estrenada                            |
| 2006 | Moverse a Oscuras                                                    | Sin Estrenar                         |
| 2009 | La Máquina de la Felicidad                                           | Estrenada                            |
| 2009 | ¿Quién es el asesino del extraño y absurdo caso de la Mansión Dupin? | Estrenada                            |
| 2010 | El Juicio                                                            | Estrenada                            |
| 2010 | Bromeo y Pirueta                                                     | Estrenada                            |
| 2011 | El Silencioso Mundo de Ferdinand Löys                                | Estrenada                            |
| 2012 | Tout Est Merde (Breve)                                               | Estrenada (Caracas, Quito)           |
| 2012 | Berenice (Breve. Adaptación cuento Edgar Allan Poe)                  | Sin Estrenar                         |
| 2014 | Las Trenzas                                                          | Estrenada                            |
| 2016 | El Banquero Anarquista (Adaptación Fernando Pessoa)                  | Estrenada                            |
| 2017 | La Profesora                                                         | Estrenada (España. Tantarantana)     |
| 2017 | Miss Simpatía (Breve)                                                | Estrenada                            |
| 2017 | Rebelión en la Granja (Adaptación novela George Orwell)              | Estrenada                            |
| 2017 | Oficina Presidencial                                                 | Estrenada                            |
| 2018 | Yo quería un pastillero (pero conseguí una bolsa)                    | Estrenada (Londrés. Omnibus Theater) |
| 2020 | Creepy                                                               | Estrenada                            |
| 2020 | La Furia de Marte                                                    | Estrenada                            |
| 2020 | Lejos (Breve)                                                        | Estrenada                            |
| 2020 | Nosotros (Breve)                                                     | Estrenada                            |
| 2020 | Gente Normal                                                         | Sin Estrenar                         |
| 2020 | Loys en el laberinto                                                 | Estrenada                            |
| 2020 | 24 horas en la vida de una mujer (Adaptación novela Stefan Zweig)    | Sin Estrenar                         |
| 2021 | El vuelo de Ícaro (Breve)                                            | Estrenada                            |
| 2021 | Playlist (Breve)                                                     | Estrenada                            |
| 2021 | El túnel (Adaptación novela Ernesto Sábato )                         | Sin Estrenar                         |
| 2021 | Naufragio (Breve)                                                    | Sin Estrenar                         |
| 2022 | Buenas Noticias                                                      | Sin Estrenar                         |
| 2023 | El Enemigo                                                           | Sin Estrenar                         |
| 2023 | Ni nunca o alguna vez                                                | Sin Estrenar                         |
| 2023 | Un Hombre que dice llamarse Borges                                   | Sin Estrenar                         |

## Dirección Escénica
| Año de Producción | Título de la Obra                                       | Autor | Agrupación                           | Cargo       |
| ----------------- | ------------------------------------------------------- | --- | ------------------------------------ | ----------- |
| 2008              | Viva el Teatro                                          | José Luis Alonso de Santos | Grupo Skena                          | Dirección   |
| 2009              | Besos para la bella durmiente                           | José Luis Alonso de Santos | Grupo Skena                          | Dirección   |
| 2009              | Esperando la Carroza                                    | Jacobo Lagsner | Grupo Skena                          | Dirección   |
| 2010              | El Juicio                                               | Daniel Dannery | Grupo Skena                          | Dirección   |
| 2011              | La Máquina de la Felicidad                              | Daniel Dannery | Grupo Skena                          | Dirección   |
| 2011              | La Cantante Calva                                       | Eugène Ionesco | Grupo Skena                          | Dirección   |
| 2012              | El Caso de la Mujer Asesinadita                         | Miguel Mihura, Jardiel Poncela | Grupo Skena                          | Dirección   |
| 2012              | Popeye, El Musical Infantil                             | Basilio Álvarez | Grupo Skena                          | Codirección |
| 2012              | Sexo por Dinero: Homenaje a Charles Bukowski            | Charles Bukowski | Teatro Forte                         | Codirección |
| 2012              | Tenemos Que Hablar                                      | Daniel Dannery, Juan Mayorga, Jean-Claude Grumberg, David Ives                                                                        | Delirium Tremens y Walk Producciones | Codirección |
| 2015              | Burkina Faso                                            | Daniel Dalmaroni | MadCholo Producciones                | Dirección   |
| 2016              | La Princesa Sofía y la magia de la amistad              | Carmelo Castro | Expresarte VU                        | Dirección   |
| 2016              | El Traje Nuevo del Emperador                            | Basilio Álvarez | Grupo Skena                          | Dirección   |
| 2016              | Postales de Caracas (Lo Escuché Llorar en mi Boca)      | Joaquín Ortega | Greisis Leal Producciones            | Dirección   |
| 2016              | Divagaciones en torno al deseo: Homenaje a Pierre Louys | Pierre Louÿs | MadCholo Producciones                | Codirección |
| 2016              | Rojo                                                    | John Logan | La Caja de Fósforos / Grupo Skena    | Dirección   |
| 2018              | I.D.I.O.T.A.                                            | Jordi Casanovas | Grupo Skena                          | Dirección   |
| 2018              | Las Trenzas                                             | Daniel Dannery | House DADA                           | Dirección   |
| 2019              | Tania en Cinco Movimientos                              | Mariela Romero | Bladimir Aguilera Producciones       | Dirección   |
| 2019              | Kassandra                                               | Sergio Blanco | House DADA                           | Dirección   |
| 2020              | Creepy: Diarios de terror y horror                      | AAVV | Grupo Fábula                         | Dirección   |
| 2020              | Narciso en la Red                                       | AAVV | Grupo Skena                          | Dirección   |
| 2021              | Macbeth                                                 | William Shakespeare | Grupo Fábula                         | Dirección   |
| 2022              | El vuelo de Ícaro                                       | Daniel Dannery | Las Tres Productora                  | Dirección   |
| 2022              | La Furia de Marte                                       | Daniel Dannery | House DADA                           | Dirección   |
| 2022              | Playlist                                                | Daniel Dannery | House DADA                           | Dirección   |
| 2022              | Menage A Trois                                          | Daniel Dannery, Karin Valecillos, Fernando Azpurua, Xiomara Moreno, Javier Vidal, Elio Palencia, José Gabriel Nuñez, Luigi Sciamanna. | Verde y Morao Producciones           | Dirección   |
| 2022              | Oficina Presidencial                                    | Daniel Dannery | Theatron Venezuela                   | Dirección   |
| 2022              | La Clausura del Amor                                    | Pascal Rambert | House DADA                           | Dirección   |
| 2022              | Lovia!                                                  | Julio Emilo González, Daniel Marcano                                                                                                  | Verde y Morao Producciones           | Dirección   |

## Televisión
| Año  | Título                | Tipo       | Cargo       |
| ---- | --------------------- | ---------- | ----------- |
| 2014 | La Virgen de la Calle | Telenovela | Dialoguista |

## Cine
| Año  | Título                         | Tipo         | Cargo             |
| ---- | ------------------------------ | ------------ | ----------------- |
| 2009 | Femenino                       | Cortometraje | Guion/Codirección |
| 2014 | La Roca                        | Cortometraje | Guion/Dirección   |
| 2016 | Tout Est Merde                 | Cortometraje | Guion/Dirección   |
| 2016 | Me Gustas/Te Gusto             | Cortometraje | Guion/Dirección   |
| 2017 | Ofelia                         | Cortometraje | Guion/Dirección   |
| 2017 | Yo, mi ex y sus secuestradores | Largometraje | Actor             |
| 2020 | Vacio                          | Cortometraje | Guion/Dirección   |
| 2021 | El Casting                     | Mediometraje | Guion/Codirección |
| 2023 | Aquelarre                      | Mediometraje | Guion/Codirección |